# Lettre sur l'humanisme
Pour des articles plus généraux, voir Martin Heidegger et La philosophie de Martin Heidegger.
Écrite en 1946, remaniée et publiée en 1947, la Lettre sur l'humanisme, Brief über den Humanismus, est une courte œuvre de Martin Heideggerqui se veut une réponse à une précédente correspondance du français Jean Beaufret dans laquelle le premier a avancé au second la question suivante : « Comment redonner un sens au mot humanisme ? ». Dans sa réponse, Heidegger s'attache à donner toute sa dimension à la question posée en faisant retour sur l'évolution de sa propre pensée depuis Être et Temps.
Dans un texte extrêmement serré sont exposées toute une série d'avancées qui ont essentiellement pour objet de rectifier la mauvaise compréhension de son concept phare d'Être et Temps, le Dasein. Pour ce faire il met en cause l'héritage de la pensée métaphysique qui ne permet pas de le comprendre dans son essence d'« être-au-monde », « se tenant extatiquement dans l'ouverture de l'être », selon l'expression de Françoise Dastur. En définissant l'homme comme « animal rationale », la métaphysique le comprend mal et bien en dessous de sa réelle dignité.
Les commentaires directs sur cette Lettre sont en réalité peu nombreux, et encore moins nombreux ceux qui ont été faits dans l'éclairage qu'a apporté ultérieurement la publication des traités « retenus » depuis 1936. C'est principalement sur l'analyse de Gérard Guest dans ses conférences sur le site Paroles des Jours que s'appuie cet article.

## Approche de la Lettre
La Lettre se veut formellement une réponse de Martin Heidegger à Jean Beaufret (à qui l'on doit l'introduction de Heidegger en France), mais elle est adressée tout aussi bien au public comme une espèce de « bouteille à la mer » selon l'expression de François Fédier (cours en khagne du 13/11/2000). Jean Beaufret, au sortir de la guerre, adresse au philosophe une triple question : une question directrice  « comment redonner un sens au mot humanisme ? » ; une deuxième question, savoir si « l'ontologie ne doit pas être complétée par une éthique ? » et une dernière reprise vers la fin de la lettre, « comment sauver l'élément d'aventure que comporte toute recherche sans faire de la philosophie une simple aventurière ? » dont Gérard Guest tente de cerner l'objet en traduisant par « quelle est la loi qui donne ses règles au « penser » ? ».

### Vue générale
Heidegger ne se contente pas d'une réponse directe, il opère un détour complexe où affleurent des quantités de thèmes nouveaux, qui restèrent incompris à la réception de la lettre, et dont la teneur ne pourra être explicitée que bien plus tard, en 1989 avec la publication des « traités impubliés ». Dans la suite de la publication de ses œuvres il apparaîtra que la Lettre « s'inscrit sur la lancée d'un chemin de pensée frayé à partir de 1936 à la suite des Beiträge zur Philosophie (Vom Ereignis) », écrit Pascal David. Accessoirement, comme le note Dominique Janicaud, Heidegger semble avoir par ailleurs saisi l'occasion de répliquer à la conférence de Sartre, « L'existentialisme est un humanisme » (1945, publ. 1946), et de marquer ainsi sa différence d'avec la confusion sartrienne de l'existentia et de l'essentia.
Avec ce détour épistolaire, Heidegger tente de situer l'homme par rapport à sa nouvelle pensée de l'Être, et d'amener ses lecteurs à plonger leur regard, selon son expression « au cœur de ce qui est ». « Au cœur de ce qui est », et dont dépend l'être de l'homme, il y a l’ Ereignis, le déploiement de cet événement méconnu par la Métaphysique, ses tours et détours, et qui réserve la possibilité du pire, selon l'expression de Gérard Guest dans ses conférences.

« Mit dem Heilen zumal erscheint in der Lichtung des Seins das Böse. Avec l'Indemne tout ensembl.
 autre  traduction vulgarisée  :  C'est au  coeur  même  du processus d'amélioration /soins   qu'apparaît   dans l'éclairage    de l' être ( ici  et maintenant )  le mal . »

— Heidegger, Lettre sur L'humanisme, Aubier, (page 156)
La Lettre sur l'humanisme est publiée, à la fin de la guerre, alors que les travaux et recherches qui justifieraient sa genèse sont encore cachés. Cette lettre est pour Heidegger l'occasion de faire quelques allusions sur l'état de ses réflexions, sur l'essence de l'homme et sa compréhension de l'être. Il faut noter l'extrême complexité de ce texte, rédigé en continu sans plan ni césure, que Heidegger lui-même reconnaissait lorsqu'il disait « qu'elle (la lettre), ne parle jamais qu'à mots couverts » rappelle Jean Grondin.

### Mouvement d'ensemble
Dans un premier paragraphe d'une longueur exceptionnelle  Heidegger traite de la question de l'« agir » , de l'interprétation technique de la pensée, de l'impérialisme de la logique et de l'histoire de l'être, toutes questions qui semblent très éloignées des questions posées. Par ce détour fort ample il semble vouloir fixer d'abord la véritable dimension dans laquelle doit se situer l'examen des questions posées par Jean Beaufret.
Retrouver du sens à l'humanisme revient à s'interroger sur l'essence de l'homme. Pour ce faire il propose d'abord de replacer cette dernière dans la « dimension » qui lui convient, c'est-à-dire la « question de l'Être ». Cela implique, en tout premier lieu, que soit mise de côté sa définition traditionnelle par l'animalité (animalitas). Heidegger met en avant le rapport privilégié que l'homme entretient avec l'Être à partir de la provenance de la « pensée » et du « langage » qui sont deux éléments considérés comme le propre de l'homme. Il aboutit à une approche de l'essence de l'homme différente de celle qui s'est imposée depuis la République romaine (à qui nous devons l'animalitas). Le langage en ce qu'il est l'élément concret de ce rapport à l'Être va prendre une place considérable.
Par la pensée et le langage, l'homme est invité à répondre à la revendication de l'« Être », impassible à la faculté de contrôle (argument contre Nietzsche). À l'écoute de l'« Être », l'homme est alors dans sa patrie. À l'époque moderne, avec la domination de la technique l'homme a perdu ce lien devenant étranger à lui-même, sans patrie. Heidegger élargit enfin son propos à la question de la vérité de l'Être dont l'homme est comptable, et qu'il pense ne pouvoir aborder que dans la dimension du « sacré ».

## Contenu

### Début de la Lettre
La Lettre commence par quelques considérations, de prime abord sans lien avec la question posée par Jean Beaufret, sur l'agir, la pensée, le langage, et l'Être, sauf que pensée et langage sont des attributs de l'homme et l'Être, nous le savons depuis Être et Temps, l'objet de la préoccupation soucieuse du Dasein. Nous apprenons successivement, en suivant les pages référencées de l'édition bilingue de Roger Munier :
- Que l'essence de l'« agir » c'est l'« accomplir », c'est-à-dire, qu'il consiste à porter quelque chose à sa plénitude (page 27).
- Que le langage « est la maison de l'être »  (page 27)
- Que la pensée serait moins un attribut de l'homme qu'une revendication de l'être, qui vient de l'être, à partir de l'être, « pour dire la vérité de l'être » (page 29)
- Que la prétention scientifique de la philosophie se paie de « l'abandon de l'essence de la pensée » (page 31)
- Que la Logique est une « mesure inappropriée pour la pensée » (page 33).

Le premier paragraphe termine (page 33) sur un mode apparemment dépréciatif de la philosophie à qui il est recommandé de ne pas chercher à imiter la science.

### Corps de la Lettre
Ces considérations générales posées, Heidegger entreprend de répondre à la question « Comment redonner un sens au mot humanisme ? ».
- Heidegger , se demande d'abord si de telles étiquettes en « isme » sont encore utiles, sachant que les Grecs les ignoraient. Ces étiquettes sont apparues lorsque la pensée est entrée, avec la métaphysique, en déclin. « La pensée est de l'être, en tant qu'advenue par l'être, elle appartient (ressortit) à l'être ».La pensée désire et prend en charge l'être selon sa destination (page 35).
- Désirer c'est: porter quelque chose à la plénitude de son essence (page 36)
- La techné (la maîtrise rationnelle) a pris la place du désir, le langage sous l'empire de la subjectivité est devenu un moyen de communication destiné à tomber sous la dictature de « la publicité » (page 37-39).
- Avec le réveil de la « question de l'être », la réflexion sur l'essence du langage, qui n'est pour l'heure qu'un instrument de domination de l'étant, doit être poussée plus avant. « La dévastation du langage [...] provient d'une mise en danger de l'essence de l'homme » (page 41).
- Dans son essence le langage est la maison de la vérité de l'être (page 43)
- Si l'humanité de l'homme réside dans son essence (page 45), on doit se demander à partir de quoi se détermine l'essence de l'homme. Marx voit cette essence dans la société, le chrétien dans son rapport à Dieu . Pour les Romains, à la suite des Grecs, l'essence de l'homme réside dans sa culture, c'est vers cet idéal que, périodiquement, tous les humanismes historiques successifs se sont retournés (page 47- 49).
- Parce que tout humanisme, quel qu'il soit, s'inscrit dans une certaine conception de l'homme, du monde et de la nature, il relève toujours de la métaphysique ; il en est ainsi de l'homme défini comme « animal rationnel » (page  53) qui a été une détermination dominante que Être et Temps avait déjà remise en cause.
- La métaphysique n'interroge pas vraiment l'essence de l'homme, moins encore l'essence de l'animal ou celle de Dieu. Repoussée anthropologiquement vers l'animalité, quand bien même habillée d'un esprit ou d'une âme, l'essence de l'homme est appréciée trop pauvrement (page 57).
- C'est dans la revendication de l'être, que l'homme est vu comme « ek-sistant » (page 57).
- « L'essence de l'homme repose dans son ek-sistence » (page 61), qui signifie « ektase » en vue de la vérité de l'être (page 65).
- « Le langage est la venue éclaircissante et célante de l'être lui-même »  (page 65).
- Où il est expliqué pourquoi la troisième section d'Être et Temps ne fut pas publiée (page 69).
- La manière selon laquelle l'homme dans sa propre essence est présent à l'être est l'instance extatique dans la vérité de l'être . Heidegger pense contre l'humanisme « parce que l'humanisme ne situe pas assez haut l'humanitas de l'homme »(page 75).
- L' être n'est ni Dieu, ni fondement du monde. L'homme est cet « être-jeté », dans la vérité de l'être, pour qu'en « ek-sistant » « l'étant apparaisse comme l'étant qu'il est » (page 77).
- La question de l' être n'est absolument pas une question qui porte « sur l'être » (page 79).
- Selon son essence, le langage est la « maison de l' être », advenue par lui et sur lui « ajointé » (page 85).
- Heidegger poursuit sur une interprétation d'une parole de Parménide ; « il « est en effet être », esti gar einai , qui ne serait pas encore pensé en son fond aujourd'hui encore, par des considérations complexes sur la « dimension » de l'« ek-statique » (page 89).
- l'être ne peut être pensé à partir de l'étant  car il est l'éclaircie même (page 95).
- Dans l'éclaircie du « là », comme envoi de l' être, pensée à la manière d'Hölderlin, une telle éclaircie s'appelle «  patrie », ce mot est à prendre dans un tout autre sens que le sens nationaliste, elle est le lieu, la dimension au sens métaphysique dans laquelle l'homme habite (page 97).
- Ici pour la première fois, Heidegger parle de « dieux » qui se refusent, de dieux enfuis, de dieux furtifs que l'on retrouvera dans les Beiträge zur Philosophie (Vom Ereignis) (page 99).
- « L'absence de  patrie devient un destin mondial » (page 101).
- Karl Marx, libéré des interprétations naïves du matérialisme, et compris métaphysiquement, notamment sous le règne de la Technique et de la volonté de puissance, atteint, avec son concept d'aliénation, une dimension essentielle de l'histoire (page 103).
- L'échec d'Être et Temps, l'impossibilité de dire le simple (pages 111-113)
- La thèse célèbre  « l'homme est le berger de l'être » [10] (der Hirt des Seins), intervient ici (page 109).
- Parce que l'être fait advenir l'homme comme celui qui « ek-siste » pour la vérité de l'être, l'essence de l'homme devient, en contrepartie, essentielle pour la vérité de l'être (page 119).

### La pensée à venir
Une pensée qui se cherche, une pensée à venir selon l'expression de Françoise Dastur :
- Parce que cette pensée est contre tous les types d'humanismes antérieurs, contre la Logique, contre les valeurs, contre les opinions courantes, est-elle pour autant inhumaine, barbare ou nihiliste, comme on l'accuse, s'interroge  Heidegger (pages 121 à 131)
- Heidegger fait le constat que l'irrationnalisme règne paradoxalement en maître dans la défense d'une « logique » qui croit pouvoir esquiver toute méditation sur le Logos, c'est-à-dire sur son origine (page 129).
- Dans la détermination de l'homme comme «être-au-monde», le monde n'est rien d'étant, mais ouverture de l'Être. L'homme n'est qu'en étant « ek-sistant » (page 131).
- Cette détermination de l'homme, comme «être-au-monde», est indifférente à la transcendance, c'est-à-dire à la question de l'existence ou à celle de la non existence de Dieu : elle est ni théiste, ni athée (page 133)
- La vérité ne sera plus une détermination du Dasein  mais devient une détermination de l' être en tant que tel, désormais pensée comme domaine de l'ouvert, comme Alètheia pour laquelle Heidegger donne comme traduction Unverborgenheit, non occultation[12].
- Où la dimension du « sacré », que seule permet d'approcher la vérité de l'être, est invoquée pour traiter des dieux qui avancent ou se retirent que l'on reverra dans les Beiträge zur Philosophie (Vom Ereignis), sous la thématique du dernier dieu  (page 137).
- Quant à la possibilité d'une éthique, si Heidegger en rejette la conception traditionnelle, qui en fait une discipline à côté de la logique et de la physique, il n'en reconnaît pas moins la nécessité (page 141).
- Faisant référence à une anecdote rapportée par Aristote au sujet d'Héraclite, assis en toute simplicité devant le four de son foyer, qui aurait déclaré à ses visiteurs étonnés « ici aussi les dieux sont présents » : dans le séjour le plus familier la présence des dieux introduit mystère et incertitude selon l'interprétation qu'en donne Heidegger  (page 149)
- Si le terme « Éthique » au sens grec désigne le séjour le plus simple de l'homme et non la loi morale, alors l'« ek-sistence » est déjà en elle-même l'éthique originelle (page 151)
- L'ontologie qui pense l'être de l'étant, réduit l'être au concept et de ce fait ne pense pas la vérité de l'Être (page 153)
- La  pensée travaille à construire la « maison » de l'Être (page 155)
- Toutefois ce n'est qu'à partir de la vérité de l'Être, pensée en ce qu'elle est, que nous pourrons un jour penser ce qu'est une « maison » (page 157).

### Pensées ultimes de la Lettre
Apparition de la question du mal et du néant en l'Être (voir « le danger en l'Être ») dans les Beitrage (page 157).
Le « néantiser » (la puissance de ..) se déploie au sein de l'Être lui-même et non pas seulement dans ou à partir de la subjectivité humaine (page 161).

## Thèmes principaux
Heidegger saisit l'occasion de cette Lettre de 1946 pour résumer, et corriger, là où une mauvaise interprétation le rendait nécessaire, sa pensée à l'intention d'un interlocuteur bienveillant (Jean Beaufret) ainsi que le « tournant » qui s'y était plus ou moins souterrainement produit depuis Être et Temps. On  discerne, au fil du texte, une sévère mise en cause de la métaphysique, le rejet de tous les humanismes qui l'ont précédée et les éléments d'un nouveau départ de la pensée qui constitueront le Tournant.

### Question directrice: l'humanisme

#### Définition de l'humanisme
Dans un ouvrage précédent, Heidegger définissait l'humanisme au sens large comme « le souci de veiller pensivement à ce que l'homme soit humain et non inhumain ».
Heidegger transforme la question de Jean Beaufret « comment redonner un sens au mot humanisme » en « au cœur de quoi la question de l'humanisme se situe ? ». En effet, pour Heidegger, s'il y a dépérissement du concept d'humanisme la cause doit en être essentiellement attribuée à la domination des sciences, biologie et anthropologie, issues de la métaphysique, qui ne permettent pas d'apprécier à sa hauteur la dignité propre de l'homme. « Heidegger se demande, en conséquence, s'il est judicieux désormais de conserver le terme «humanisme» ou s'il ne serait pas préférable d'utiliser un autre concept pour désigner le projet d'une pensée de l'humanité de l'homme qui soit à la hauteur de sa dignité véritable », écrit Daniel Jacques. « Cela implique de ne plus penser l'homme à partir de son animalité , mais à partir d'une provenance plus digne ». Conserver le terme d'humanisme implique l'objectif « de rétablir cette figure de pensée dans sa vérité perdue, lui redonnant ainsi sa principale fonction, tout en appelant au dépassement de ses formes historiques établies ».

#### De l'homme à l'être humain
« Sous la plume d'Heidegger « der Mensch » n'a jamais eu le sens d'homme mais celui d'« être humain » qui à l'inverse du concept d'homme ne relève pas de l'anthropologie » écrit Pascal David. Il ne s'agit plus de se demander qu'est-ce que l'homme mais « Qui est l'être humain ? ». « « Qui ? » ne pouvant être compris adéquatement que si l'on y entend l'annonce d'un soi-même », écrit Jean Greisch.
Le philosophe devient attentif à ce qu'il nomme « la mise en péril de l'aître, ou Wesen de l'être humain ». Heidegger fait le constat du « décentrement » de l'être humain qui est « un être, hors du foyer (hors des gonds), un être sans patrie heimatlosigkeit où l'humanité pourrait trouver son déploiement propre ». Heidegger se demande alors comment une telle mise du Dasein hors de son « aître » a pu avoir lieu. La démarche d' Heidegger ne consiste pas à s'opposer à l'humanisme mais à l'interroger à la lumière de la pensée de l' être.

### La mise en cause de la métaphysique
Heidegger constate dès le premier paragraphe que la philosophie traite l'« être » et en particulier l'« être humain » d'une manière qui n'est pas assez « séparante » selon l'expression de François Fédier. Cette mise en cause est menée selon quatre axes principaux :

#### Une nouvelle vision de la question du monde
La thèse métaphysique traditionnelle, qui fait du monde le nom d'une région de l'étant, du terrestre par rapport au céleste, ou du mondain par rapport au spirituel (page 131), ne permet pas d'accueillir un « être-au-monde » qui se tient extatiquement dans l'ouverture de l'être.

#### Une thèse quant à l'être de la langue
Avec le réveil de la question de l'être, la réflexion sur l' « être » du langage, qui n'est pour l'heure qu'un instrument de communication et de domination de l'étant, demande à être poussée plus loin (page 41 et 43). « Le langage est la venue à la fois éclaircissante et celante de l'Être lui-même », nous dit Heidegger (page 65). L'homme n'est pas un vivant qui en plus posséderait le langage selon la définition courante (page 85). Selon son « être », au sens du mot allemand Wesen, le langage est par lui-même, déploiement, avènement dans l'éclaircie. Le langage devient la « maison de l'Être », en laquelle l'homme habite et en laquelle il sauvegarde son « ek-sistence »,. De fait, constate Heidegger, la dévastation du langage s'étend partout avec rapidité en raison d'une mise en danger de l'essence de l'homme, qu'aucun soin attentif ne pourra pallier (page 41).

#### Que la vérité n'est pas le fruit de la logique
La Lettre (page 31 et sq) considère la Logique, qui dérive d'une interprétation technique de la pensée, mise au service du faire et du produire, et ceci à partir de Platon et d'Aristote, comme une  mesure inappropriée à la pensée. Il ne faut voir dans la logique qu'une invention de maîtres d'école qui signe le déclin de la pensée, ce qui se voit confirmé par les définitions traditionnelles de la logique comme organon ou canon.

#### Un  nouveau rapport de l'Être et du Temps
Le penser du rapport de l'Être et du Temps qui se fondait sur le Dasein à la recherche d'une unité transcendantale du sens de l'être a échoué (page 111) et doit être remplacé par celui « d'une « vérité de l'être » en laquelle le Dasein se tient et à laquelle il doit correspondre ».

### Le rejet de tous les humanismes

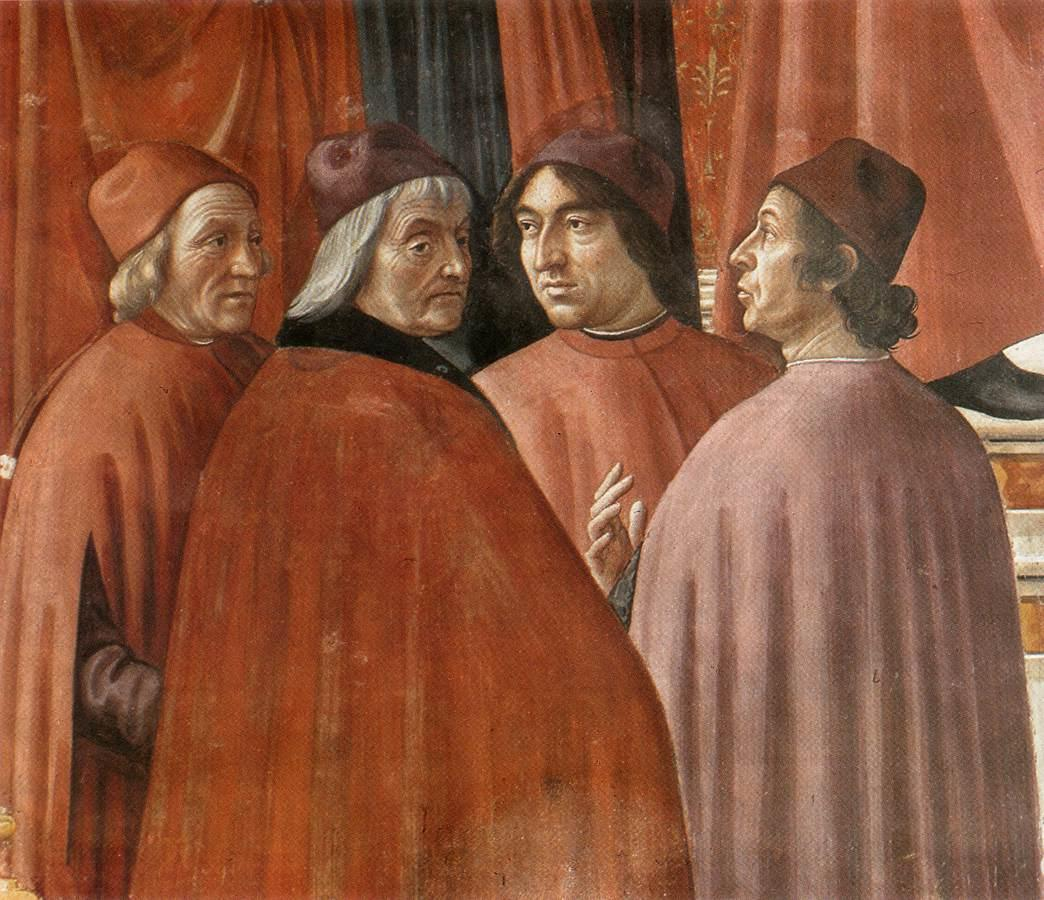
Quatre philosophes humanistes pensionnés par les Médicis : Marsile Ficin, Cristoforo Landino, Ange Politien et Démétrios Chalcondyle (fresque de Domenico Ghirlandaio).

Jusqu'ici sous le règne de la métaphysique, toutes les définitions de l'homme que ce soit animal raisonnable, être de culture, membre de la communauté humaine, être politique, appartenance à un peuple, à une race, définitions chrétiennes, marxistes, biologiques, etc. qui enferment les possibilités infinies de l'existence humaine dans un carcan de représentations et de valeurs sont des formes d'humanisme d'origine platonicienne à rejeter. Dans sa Lettre, Heidegger va même jusqu'à disqualifier le reste d'« essentialisme » que contient le petit écrit de Sartre, L'existentialisme est un humanisme pour préférer, devant l'impossibilité de définir l'homme, user de belles métaphores « passeur d'infini », « être des lointains », « berger de l'être ».
Pour Heidegger, la Métaphysique, qu'il comprend comme la philosophie de son temps, ne pense pas vraiment l’humanitas de l'homme, même quand elle a recours à la raison pour en faire la différence spécifique d'avec l'animal. L' humanisme romain dont la pensée humaniste actuelle est issue se constitue par annexion de l'idéal grec de la paideia c'est-à-dire, de l'éducation. « Toutes les formes connues de l'humanisme (chrétien, marxiste, sartrien, personnaliste) s'accordent sur ce point que l'« humanitas » est interprété à partir d'une interprétation déjà fixe de la nature, du monde, du fondement du monde » (page 51). Thierry Gontier regrette toutefois que Heidegger ait évité toute confrontation directe avec l'humanisme historique dans ses représentants éminents que sont Montaigne et Descartes qui récusent justement la définition de l'homme comme « animal raisonnable »
Considéré comme un étant parmi d'autres étants, l'essence de l'homme (l'homme du cogito), que développe la métaphysique, est appréciée « trop pauvrement », il faut sauvegarder l'idée d'une provenance plus haute, une provenance essentielle qu'apportera, selon Heidegger, une détermination de l'humanité de l'homme comme « ek-sistence», dans sa dimension extatique auprès de l'Être. De plus l'humanisme depuis Platon incarne l'idée, néfaste dans l'esprit d' Heidegger, d'un règne où l'homme devient « le point de mire » de l'être ainsi que de la totalité de l'étant et s'en assure la maîtrise.
Dans cette optique, la  Lettre  met en garde contre une lecture subjective du Dasein, qui doit être compris, non comme un sujet mais à partir de la relation extatique à la clairière de l'être. C'est à partir de la Lettre .. que Heidegger comprend l' « ek-sistence » non plus comme une projection transcendantale mais, comme une « endurance », le Dasein devient l'ouvert pour l'ouverture de l'être et c'est dorénavant l'Être lui-même qui destine l’être-le-là à son essence. Le Dasein s'inscrit dans une passivité constitutive, passivité à l'écoute de l'être.
La  Lettre  souligne expressément l'impuissance de la langue métaphysique à exprimer la nouvelle pensée. Ainsi Être et Temps a largement souffert d'une interprétation subjective dont Heidegger se juge responsable Ici, note Heidegger, « tout se retourne », c'est die Kehre, le « tournant » dans la pensée qui a fait l'objet de multiples interprétations (reniement, retournement, voire opportunisme) chez ses détracteurs.
L'humanisme de Heidegger ne peut plus être celui d'origine anthropologique, « celui d'un homme uniquement pensé par rapport à lui-même, mais de façon plus radicale et décisive encore, dans son rapport à l'être et au monde ; l'humanisme du Dasein », écrit  Pierre Caye.

### Le Tournant dans laLettre
La première apparition publique de l'idée de « Tournant » dans la pensée de Heidegger se trouve dans la Lettre sur l'humanisme,. Avec la Lettre, des formules, nouvelles, propres à frapper les esprits, vont être utilisées pour la première fois, comme :
« l'homme est le berger de l'Être » ou « l'essence de l'homme n'est rien d'humain », et aussi  « le langage est la maison de l'Être », et d'autres encore, à travers lesquelles un profil nouveau de l'homme va se dessiner qui va trancher sur l'humanisme ambiant, celui de Karl Jaspers comme celui tout différent de Jean-Paul Sartre écrit Roger Munier. Il en résultait un infléchissement de la compréhension du Dasein que l'on aurait pu retirer d'une lecture superficielle de Être et Temps, ainsi qu'un nouveau cours à la question de l'être.

#### Le dépassement de l'ontologie fondamentale
Ce dépassement implique un retour critique sur Être et Temps, avec une réinterprétation du concept d'existence que Heidegger effectue à plusieurs reprises par touches successives dans le cours de la Lettre.

##### L'abandon du concept d'«ontologie fondamentale»
L'effacement de l'homme, sa soumission au règne de l' Être interdit dorénavant de donner au Dasein le rôle de fondement, au sens d'un « construire sur », qui lui avait été attribué dans Être et Temps, note Pierre Caye, qui va conduire à l'abandon définitif de l'expression « ontologie fondamentale » dans l'œuvre ultérieure.
Avec le Tournant, Die Kehre, la pensée est en train d'abandonner la subjectivité, note Jean Grondin.
Si dans Être et Temps l'accent est mis sur le « Sein » de Dasein, avec le Tournant, c'est au contraire le « Da », c'est-à-dire l'expérience spatio-temporelle qui prime
Pierre Caye, dans sa contribution, va jusqu'à assimiler  l' « être-là », le Dasein, privé de son rôle de « fondement », à une « copule » qui articule, et n'advient elle-même, à l'être, que par et dans son opération d'articulation. À noter que pour lui, loin de dévaloriser la place de l'homme, la copule qui articule la constellation de l'Être (le Quadriparti), soit des dieux, de la terre et du ciel, va lui donner une place sur-éminente.
Au bout du chemin l'homme ne peut plus être saisi dans la métaphysique, c'est-à-dire « comme un vivant au milieu d'autres étants, mais comme une « possibilité », comme un étant qui n'existe pas mais a « à être » ».

##### Le nouveau statut de l'homme
Heidegger en quête d'une autre approche de l'essence humaine profite de la Lettre.. pour préciser son concept de Dasein. « Le Dasein est l'étant que nous sommes et qui est destiné par l'être à séjourner dans l'éclaircie de l'être » . Gerard Guest, en introduction de sa conférence consacrée à la Lettre, signale le glissement de la notion d'ouverture du Dasein telle qu'elle avait été introduite dans Être et Temps, vers celle d'éclaircie de l'Être.
On assiste aussi, dans la Lettre, à un glissement du concept d'existence, qui n'est plus seulement l'étant extatique centré sur le « monde du Soi » d'Être et Temps, vers un être « ek-sistent », hors de soi, qui devient le « là » (le lieu, le topos)  de l'éclaircie de l'Être (page 61). Quelques pages plus loin (pages 131et133) Heidegger précise :  le monde de l' être-au-monde « devient l'éclaircie de l'être dans laquelle l'homme émerge du sein de son essence jetée » cité par Françoise Dastur.
L'être humain n'est plus cet être qui a la capacité à sortir de soi mais celui qui a à répondre à la revendication de l'être. « Se tenir dans l'éclaircie de l'être c'est ce que j'appelle l'ek-sistence de l'homme » déclare Heidegger (page 57). Le Dasein devient l'ouvert pour l'ouverture de l'être et c'est dorénavant l'Être lui-même qui destine l’être-le-là (voir le Dasein) à son essence.
Dans son contenu, « ek-sistence » signifie exposition, « ek-tase », en vue de la vérité de l'Être (page 65). Du statut de « configurateur » de monde, plus ou moins teinté de subjectivisme dans Être et Temps, le Dasein devient collaborateur de l'Être.
Exposé à l'Être, l'homme est au surplus, comme il est dit à plusieurs reprises dans le texte, « revendiqué par l'Être » selon la remarque de Danielle Moyse,.
Pour Gerard Guest, le Dasein « ek-sistant », qui « donne lieu à ouverture », à l' « Il y a », parle naturellement d'un lieu qui est celui du « là » du Dasein mais il présente aussi, un « caractère d'événementialité »  qui fait signe vers l Ereignis des Beiträge zur Philosophie (Vom Ereignis).

#### Une étrange sorte d'humanisme
« Ein Humanismus seltsamer Art  », c'est l'expression que Heidegger lui-même utilise, note Jean-François Marquet, pour décrire sa propre position quant à la question de l'homme. Face à l'Être évoqué dans toute sa dimension, l'homme se présentait sous un profil nouveau qui tranchait sur l'humanisme ambiant de Jaspers et de Sartre. Pour Heidegger « ce que l'on appelle traditionnellement humanisme, n'est que le masque de l'éternelle perpétuation de l'animalité à travers l'acculturation intellectuelle, l'éducation morale et la libération politique de l'homme », écrit Pierre Caye.

##### La radicalisation de la Finitude
C'est à travers le thème de la « Finitude » que prend corps ce que l'on a appelé l'anti-humanisme heideggerien. Déjà, au moment de la controverse de Davos de 1929, Heidegger s'était appliqué, contre le néo-kantien Ernst Cassirer, à disqualifier un certain humanisme qui, à travers les œuvres de l'esprit prétendait transcender, contre la vision de Kant lui-même, la Finitude. Avec l'angoisse, la déchéance, la mort, la finitude, sans être expressément nommée, joue dans Être et Temps un rôle de premier plan, au point que c'est grâce à elle, selon Hans-Georg Gadamer, que  pourront seulement être compris tous les modes dérivés de la métaphysique classique : le Monde, le Temps, l'Objectivité, le Sujet. La confrontation avec notre propre mort, et non plus l'intellect , va devenir pour l'étant que nous sommes, le véritable critère de partage entre l'homme et l'animal. En reconnaissant le pouvoir de la mort sur nous, nous reconnaissons que nous ne sommes pas à l'origine de notre « être-au-monde », que nous ne sommes pas les maîtres de l'être et donc pas des « sujets ».
Toutefois, Jean Grondin note que la très grande importance accordée à la Finitude allait remettre en question, « in fine », les ambitions même d'Être et Temps, qui, dans sa recherche d'un sens unitaire de l'Être, croyait encore pouvoir s'en emparer par la clarté du concept. S'enquérir du sens de l'Être, c'est encore entretenir une visée que la Finitude, poussée jusqu'à ses limites, ne peut que  fragiliser et avec elle tout l'échafaudage d 'Être et Temps.
La Lettre intervient dans cet espace où la dynamique de la Finitude entraîne le recul de la problématique du « sens de l'être »  au profit de celle de la « vérité de l'être » qui se donne ou se dissimule selon sa propre loi. Les critiques acerbes contenues dans la Lettre à l'encontre des prétentions de la Logique, qui est dite « inappropriée pour la pensée » (page 33) et celles à l'égard de la dégénérescence du langage en sont l'expression (page 39).

##### L'homme sans chez soi et sans substance
Par son « extaticité » (synonyme d'existence voir ektase), l'homme de la Lettre se trouve privé de toute substance, il n'est même plus ici, fondement comme l'était encore le Dasein dans Être et Temps, et son Je ne relève plus que d'une décision arbitraire. Il ne se tient en lui-même qu'en tant que « surgissant extatiquement dans la vérité de l'Être », ce qui revient à introduire une espèce de « transcendance » que Derrida reprochera à Heidegger
C'est à deux occasions que la Lettre fait état de l'absence de « chez soi » :
D'une part, Heidegger à la suite Hölderlin, appelle « patrie » la proximité de l'Être qui est en même temps le « là » de « l'être-là », ce que le mouvement de retrait de l'être, perceptible notamment dans l'usure de la langue, conduit à penser comme une situation d'« absence de patrie »
La Lettre  donne ensuite l'occasion à Heidegger, en reprenant un « dire » de Héraclite, [fragment èthos anthropô daimôn], de revenir sur l'une des thèses les plus obscures d’Être et Temps, celle qui affirme que la familiarité est un mode de l'étrangeté, de l'Unheimlichkeit au sens où le Dasein ne trouve jamais son chez soi et que le « ne pas être chez soi » appartient essentiellement à son être au monde,. Ce qui est rapporté d’Héraclite c'est son dire sur la présence du divin, y compris au séjour le plus familier de l'homme, c'est-à-dire selon l'interprétation de Heidegger que, là aussi, il y a de l'insolite et de la déchirure dont l'homme ne peut absolument pas se défaire et qui empêche à jamais la vie de jouir en toute quiétude d'elle-même. La pensée qui pense ainsi le séjour inquiet de l'homme comme « errance » et « ouverture » à l'étrangeté est la vérité de l'Éthique ; l'homme ne peut constitutivement se renfermer sur lui-même.
Mais ce n'est qu'après la publication des « traités impubliés », en 1989, et notamment des Beiträge zur Philosophie (Vom Ereignis), que la dimension proprement révolutionnaire de la Lettre a été perçue.

##### LaLettreinaugure un humanisme de l'habiter
Paradoxalement, ce n'est donc pas dans la Lettre sur L'humanisme qu'il faut chercher la position ultime de Heidegger sur la question de l'homme, qui inaugure un humanisme de l'« habiter », dans une espèce de retour à l'éthos  (ἦθος) grec, contre un humanisme traditionnel de l'« essence », ou de l'homme pensé comme sujet. L'expression Das Wesen des Menchen apparaissant à plusieurs reprises dans le cours de la Lettre, plutôt que d'être traduite par essence de l'homme, comme le fait encore Roger Munier, doit être prise au sens propre du vieil allemand qui fait signe vers l'« habiter »  et au « séjourner de l'homme » (sens verbal), comme nous l'apprendra un autre cours. La parole va être considérée comme l'élément, le propre de l'« habiter » de l'homme, et le langage sa « maison ».

### Le renouvellement de la question de l'être

#### De laLichtungà l'éclaircie de l'être
L'homme est « projet-jeté » dans l'existence, il lui revient d'y donner sens à la mesure du don qui lui est fait de l'éclaircie, la Lichtung de l'Être. L'Être, qui est l'éclaircie elle-même, rend possible l'ouverture dans Être et Temps de l'« être-le-là » (voir Dasein). La Lettre fait état d'une nouvelle conception du « monde », dorénavant identifié à l'Être même, et ne peut donc plus être compris comme projet du Dasein , comme dans Être et Temps.

#### La co-appartenance de la pensée et de l' être
La pensée, qui est toujours pensée de l'être, à partir de l'être, n'est pas la chose exclusive de l'homme (page=34-35). La pensée est impliquée dans un événement qui la précède, un événement qui la rend possible, le « déploiement de l'être ». L'être fait arriver « le penser », il n'en est pas seulement l'origine. Il le fait arriver et se déployer par le langage, le langage est le langage de l'être, et pas seulement la poésie. L'être fait arriver le penser à l'homme par le langage et corrélativement, le penser par le langage est l'advenue de l'être. L'être et la pensée sont dans une relation dite amoureuse, et cet Amour, qui survient à la relation (qui n'est, du coup, plus l'essentiel), est ce qui détermine le « déroulement» de cette relation.

#### DuDaseinau«berger de l'être»

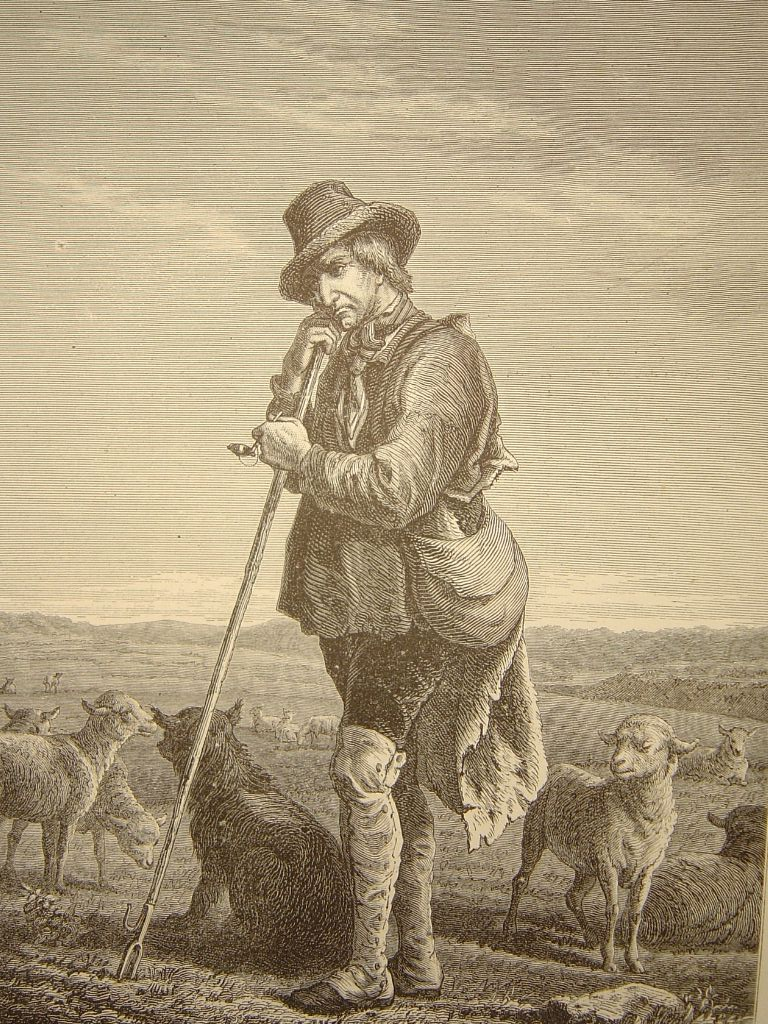
Le berger

La perspective qui faisait du Dasein un véritable configurateur de monde change progressivement après Être et Temps; l'homme perd ce qui lui restait de caractère auto-centré pour devenir, dans son Dasein, le lieu où peut se déployer l'événement de l'être : l'Ereignis ; il se fait « gardien de la vérité de l'être »,. Mais berger n'est pas passivité, l'homme redevenu « mortel » dans la langue du philosophe, comme l'expose Françoise Dastur, participe dans une relation de réciprocité essentielle avec l'être. L'homme n'est dorénavant plus compris comme le « fondement-jeté » de l'éclaircie (Être et Temps), mais comme celui qui se tient en elle et qui lui est redevable de son propre être.
Cette dépendance inversée de l'homme à l'être est exacerbée et portée à son point le plus extrême avec la thèse que l'homme est par essence Unheimlich, sans abri et sans foyer, livré sans défense aux turbulences de l'être, thèse que Heidegger retire de la lecture des tragédies de Sophocle, notamment d'Œdipe roi, interprétation qui sera reprise avec force dans la Lettre.

#### L'histoire de l'être
Alors que pour Hegel il y a aussi une méta-Histoire de l'être, ou Esprit, il n'y a pas chez Heidegger dévoilement progressif de l'Idée mais une libre et imprévisible suite d'époques ou d'éclipses. Il arrive que l'être présente un visage tout à fait inattendu. Le Nihilisme du XIXe siècle et XXe siècle  en est une manière de  dispensation de l'Être inconnue jusqu'alors.

### L'affleurement de l'Ereignisdans la Lettre
La lettre parle en outre, à ses premiers lecteurs, une langue obscure. Dominique Janicaud  parle de Palimpseste, dont on comprendra, plus tard, qu'elle laisse « affleurer » au moins à cinq reprises le  thème même de l'« Ereignis », c'est-à-dire le thème de l'événement ou de l'advenue de l'Être, qui est secrètement l'axe caché autour duquel tournent tous les traités, alors encore impubliés, et notamment du second maître livre de l'auteur, les Beiträge zur Philosophie (Vom Ereignis) encore scellés à l'époque de la publication de la Lettre sur l'humanisme.

## Réception
Il s'agit exclusivement de la réception française. Cette réception fut tardive car ce n'est qu'en 1953 que Roger Munier fit paraître la première traduction intégrale et qui fut accessible  au grand public grâce  aux éditions Éditions Aubier-Montaigne qu'en 1957 . La Lettre sur l'humanisme n'a eu véritablement d'influence, qu'avec un retard de onze ans sur la publication du texte allemand Uber den Humanismus, Brief an Jean Beaufret, à Berne en 1947.
Dominique Janicaud note que les premières lectures (Lacan, Foucault, Althusser, Derrida) ont été moins attentives à la pensée heideggérienne qu'aux profits tactiques que chacun en fonction de ses intérêts pouvait tirer de la critique heideggérienne de l'humanisme, notamment en déplaçant en leur faveur (c'est-à-dire dans un sens plus ou moins structuraliste ou déconstructionniste) le propos heideggerien. Ces détournements ont nourri de nombreux malentendus. Emmanuel Faye impute à l'influence de la Lettre... « la critique althussérienne de l'humanisme et la thématique foucaldienne de la mort de l'homme ».
Parce que cette Lettre formule la thèse que l'humanisme ne situe pas assez haut l' humanitas de l'homme, elle a été lue depuis l'origine comme un pamphlet anti-humaniste. Pour Heidegger « l'humanisme ne constitue pas une réponse, ni un garde fou suffisant aux gouffres atroces devenus béants, que l'« être humain » a dû traverser au cours du XXe siècle ». L'intention de l'auteur est de porter plus haut encore que ne l'a jamais fait aucune autre espèce d'humanisme, l'être de l'homme qui « reste entièrement à penser » .
Face à la complexité de ce texte, Dominique Janicaud , n'hésite pas à comparer la lecture de la Lettre sur l'humanisme au déchiffrement d'un palimpseste. Pour comprendre par ailleurs son importance dans le parcours du philosophe, ainsi que dans l'histoire de la pensée, il faudrait la lire, non seulement à l'aune des circonstances de sa rédaction, mais aussi dans la perspective que ne pouvaient soupçonner les contemporains (perspective qui a été ouverte par la publication en 1989 des « traités impubliés », scellés depuis 1936) c'est-à-dire dans la perspective du phénomène de l' « Ereignis » des Beiträge zur Philosophie (Vom Ereignis). Ce terme d’Ereignis, qui affleure à plusieurs reprises dans le texte, couramment traduit par « événement appropriant » (garder dans son essence, maintenir dans son élément), est depuis 1936, comme nous l'a appris la publication des traités, la nouvelle appellation cachée du déploiement de l'« être ».